# Arco capaz

Arco capaz de ángulo del segmento AB.

El arco capaz es el lugar geométrico de los puntos desde los que un segmento AB se «ve» con el mismo ángulo, es decir, el lugar geométrico de los vértices P de los ángulos APB que tienen la misma amplitud.
El arco capaz de ángulo {\displaystyle \gamma } de un segmento AB es el lugar geométrico de los puntos P tales que {\displaystyle \angle APB=\gamma } y son exclusivamente dos arcos de circunferencia, uno a cada lado del segmento AB, ambos puntos se incluyen uniendo dichos arcos.
| {\displaystyle 2\gamma =\angle ACB} |
| Se considerarán dos casos: - Caso I: Centro del arco dentro del triángulo APB. - Caso II: Centro del arco fuera del triángulo APB. Puesto que C es el centro del arco de circunferencia que pasa por A y B los segmentos CA, CB y CP son iguales, de tal manera que los triángulos PCB y ACP son isósceles. Caso I El lado PA tiene en sus extremos los dos ángulos iguales {\displaystyle \beta } por lo que el ángulo exterior opuesto es la suma de estos {\displaystyle 2\beta }. El lado PB tiene en sus extremos los dos ángulos iguales {\displaystyle \alpha } por lo que el ángulo exterior opuesto es la suma de estos {\displaystyle 2\alpha }. {\displaystyle \gamma =\alpha +\beta }, por tanto, {\displaystyle \angle ACB=2\alpha +2\beta =2\gamma }. De este modo para cualquier punto P del arco, el ángulo visto por el punto P es siempre la mitad del ángulo visto desde el punto C. Caso II Como en el Caso I tenemos dos triángulos isósceles pero uno sobre otro. {\displaystyle \gamma =\alpha -\beta }, por tanto, {\displaystyle \angle ACB=2\alpha -2\beta =2(\alpha -\beta )=2\gamma }. Por lo tanto el ángulo que forma el segmento AB visto por el punto P sigue siendo la mitad del ángulo que ve el punto C y por tanto es el mismo que en el caso anterior. No hay más puntos fuera del arco, ya que si los puntos P son interiores al arco capaz, entonces los ángulos APB son mayores de lo buscado, y si los puntos P son exteriores al arco capaz, entonces los ángulos APB son menores de lo buscado. |

Arco capaz del ángulo de 90°

El arco capaz con ángulo {\displaystyle \gamma } = 90° corresponde con el 2º teorema de Tales, de tal modo que el arco capaz es la circunferencia cuyo diámetro es el segmento AB.

## Construcción del arco capaz

Construcción del arco capaz respecto del segmento AB, de ángulo

Para construir el arco capaz de ángulo {\displaystyle \gamma } del segmento AB, en delineación, se empieza por la construcción de la mediatriz del segmento AB que es donde están los posibles centros C del arco capaz.
Primera alternativa
Se construye el ángulo {\displaystyle \gamma } en el punto A sobre el segmento AB, y luego con una escuadra se traza una perpendicular por A al nuevo lado del ángulo, la cual incide en el punto C de la mediatriz.
Segunda alternativa
Se construye el ángulo {\displaystyle \gamma } en cualquier punto de la mediatriz, y mediante una paralela al nuevo lado del ángulo que pase por el punto A, se obtiene el punto C de la mediatriz.